# Michael Barry
Michael Barry (født 18. december 1975 i Toronto) er en tidligere professionel cykelrytter fra Canada. Han har blandt andet kørt for Discovery Channel Pro Cycling Team i sin professionelle karriere fra 2002-2006.